# Kanton Le Pecq
Kanton Le Pecq is een voormalig kanton van het Franse departement Yvelines. Het kanton maakte deel uit van het arrondissement Saint-Germain-en-Laye. Het werd opgeheven bij decreet van 21 februari 2014 met uitwerking op 22 maart 2015.

## Gemeenten
Het kanton Le Pecq omvatte de volgende gemeenten:
- Fourqueux : 4161 inwoners
- Le Pecq : 16.318 inwoners (hoofdplaats)
- Mareil-Marly : 3180 inwoners